# Platychorda
Platychorda é um género de plantas com flores pertencentes à família Restionaceae.
A sua área de distribuição nativa encontra-se no sudoeste da Austrália.
Espécies:
- Platychorda applanata (Spreng.) B.G.Briggs & L.A.S.Johnson
- Platychorda rivalis B.G.Briggs & L.A.S.Johnson